# Jean-François Eurry de La Pérelle
Jean-François Eurry de La Pérelle (ou Eury de La Pérelle ; Paris, 1691 - Montlhéry, avril 1772) est un officier français de Nouvelle-France, commandant l'île Saint-Jean en 1732, actuelle province de l'Île-du-Prince-Édouard, au Canada (sa maison dans la forteresse de Louisbourg a fait l'objet d'une reconstitution historique minutieuse et peut être visitée).

## Biographie
Né à Paris en 1691, fils de René Eurry de La Perelle et de Marie Dumoulin, Jean-François s'engagea dans les troupes de marine en Acadie comme cadet puis enseigne (1705). En 1713, après l'abandon par le Traité d'Utrecht à la Grande-Bretagne de l'Acadie française et de ses 1 700 habitants, Jean-François Eurry de La Pérelle est transféré à l'île Royale en où il devient lieutenant (1714).
Il s'installe dans la forteresse de Louisbourg, probablement avant le 20 mai 1720, date à laquelle il achète une petite maison qui a été reconstituée. Il l'habite à partir de 1724 probablement. Cette maison fait partie de la reconstitution historique de la forteresse de Louisbourg. Il y devient capitaine.
En 1732-1733, Jean-François Eurry de la Pérelle est commandant de l'île Saint-Jean (actuelle province de l'Île-du-Prince-Édouard). En 1736, il reçoit la Croix de Saint- Louis et, en 1741, la "majorité" de la forteresse de Louisbourg.
En 1745, lors du premier siège de la forteresse de Louisbourg, compte tenu de sa connaissance de l'anglais, c'est lui qui est chargé des négociations avec le commandant britannique William Pepperrell. 
En 1747, il revient en France à cause de sa santé fragile et s'installe à Montlhéry, où il meurt en avril 1772.
Il avait épousé en 1719 Françoise-Charlotte Aubert de La Chesnaye (1697-1784), fille de Charles Aubert de La Chesnaye, le plus riche homme d'affaires de Québec. Cette union donna huit enfants, tous nés à Louisbourg entre 1719 et 1734. Certains de ses fils deviendront officiers dans l'Empire français. L'une de ses filles épousa l'officier Pierre Joseph Céloron de Blainville.